# David van Brimeu
David van Brimeu (voor 1384 – Hesdin, mei/juni 1448), in het Frans David de Brimeu of David de Ligny, was heer van Ligny-sur-Canche en een van de eerste leden van Orde van het Gulden Vlies.

## Biografie
David van Brimeu was een telg van het Huis Brimeu. Hij was de zoon van Florimond I van Brimeu en Marie de Créquy. Hij had een oudere broer Jacques, heer van Maizicourt, en oom van Florimond III van Brimeu. Als Heer van Ligny werd hij ridder in de Orde van het Gulden Vlies tijdens de regeerperiode van Filips de Goede in 1430. 
Van Brimeu huwde vier maal, doch stierf kinderloos. Zijn echtgenotes waren: Marguerite de Montagu, Marie de Montauban, Marie de Montmor en Jeanne de Châtillon (dochter van Jacques de Châtillon.
David de Brimeu, Seigneur de Ligny, mag niet verward worden met zijn neef David de Brimeu, Seigneur de Humbercourt, die in 1427 overleed.

## Wapen

Wapen van David de Brimeu

Het wapenschild van David van Brimeu is gevierendeeld met in het 1e en 4e kwartier op zilver drie adelaars in gules (keel) en een snavel en klauwen in azuur. In het 2e en 3e kwartier op zilver een diagonale band in gules. 
Op de helm draagt hij een zilveren zwaan.
- Gemeinsame Normdatei: 132250810
- Virtual International Authority File: 47917717